# 9-та бронетанкова бригада (Велика Британія)
9-та бронетанкова бригада (англ. 9th Armoured Brigade) — колишнє військове формування Сухопутних військ Великої Британії.
Бригада була сформована 3 серпня 1941 року шляхом переформування 4-ї кавалерійської бригади 1-ї кавалерійської дивізії, та переозброєння її на танки. 
Вона прослужила під кількома командуваннями до 19 березня 1942 року, коли була реорганізована у окрему бронетанкову бригаду. У цей період вона воювала як бронетанковий елемент 2-ї Новозеландської дивізії під Ель-Аламейном. 
Повернувшись до Єгипту, бригада повернулася до стандартної організації бронетанкової бригади 12 листопада 1942 року, перш ніж повернути Сирію і Палестину. Тут вона знову перетворилася на окрему бригадну групу. Бригада була розгорнута в Італії на початку травня 1944 року, де воювала до кінця кампанії. 
Персонал бригади повернувся до Великої Британії в середині серпня 1945 року, щоб пройти підготовку для операцій на Далекому Сході, але війна проти Японії закінчилася до того, як вона могла бути розгорнута.